# Split Bérurier Noir/Haine Brigade
Albums de Bérurier Noir et Haine Brigade
Opération Sampan (BxN) / Sauvages (Haine Brigade) Souvent fauchés toujours marteaux  (pour Bérurier Noir)
Le Split Bérurier Noir/Haine Brigade est un 45 tours de Bérurier Noir et du groupe anarcho-punk Haine Brigade en soutien à la revue anarchiste Noir et Rouge. Ce disque est sorti en octobre 1988 sur Toxic Grafity.

## Historique
La face A du 45 tours est occupée par Bérurier Noir avec le titre Makhnovtchina, une reprise d’une chanson d'Étienne Roda-Gil, écrite en l’honneur des anarchistes ukrainiens de la Makhnovchtchina qui combattirent à la fois les blancs (partisans du Tsar) et l’Armée Rouge pendant la guerre civile russe qui a suivi la Révolution russe. La mélodie est tirée du chant soviétique Les Partisans. Ce titre de Bérurier Noir sera par ailleurs compilé en 1999 sur l’album Enfoncez l'clown. La face B du disque est elle constituée des deux chansons de Haine Brigade : Charlestown et Nox Lopi.
Aucun titre n’apparaît dans la pochette du disque et sur le disque lui-même mise à part « Split Bérurier Noir/Haine Brigade » sur le côté recto de la pochette. Il s’agit donc du vrai nom de ce 45 tours ; néanmoins le disque est le plus souvent appelé Makhnovtchina, du nom de la chanson de Bérurier Noir sur cet album.
En 2016, une réédition a lieu pour le Disquaire Day, en soutien cette fois à la revue "Courant Alternatif".

## Liste des titres
1. Makhnovtchina (Bérurier Noir)
2. Charlestown (Haine Brigade)
3. Nox Lopi  (Haine Brigade)